# استنتاج السمة العفوي
استنتاج السمة العفوي هو مصطلح يُستخدَم في علم النفس الاجتماعي لوصف الآلية التي تدفع الأفراد لتكوين انطباعات عن الناس بناءً على السلوكيات التي رأوهم يقومون بها. يوصف الاستنتاج الذي يجرى التوصل إليه بأنه مستنبط من السلوك وذلك لأن الرابط بين السمة المستنتجَة والسلوك المُدرَك ليس جوهريًا، وإنما مفهوم ضمنيًا بصورة مبهمة. تكون الاستنتاجات المتشكلِة عفوية ومتكونة ضمنيًا إذ تعمل الآلية الإدراكية تقريبًا بصورة انعكاسية.
بدأ البحث في موضوع استنتاج السمة العفوي مع هيرمان فون هيلمهولتز وطرحه للاستنتاج غير الواعي. كوّن مفهومه في المرحلة الأولى من أجل وصف الإدراك البشري للأوهام البصرية، ثم ربط -في المجلد الثالث من كتابه «أطروحة البصريات الوظيفية»- هذا المفهوم بعلم النفس الاجتماعي والتفاعل البشري. على كل حال، انتقِد مفهومه حول الاستنتاج غير الواعي بصورةٍ واسعةٍ، وصُقِل بما يدعى استنتاج السمة العفوي.
في الأبحاث التجريبية، يوجد طرق متعددة لمراقبة وقياس استنتاج السمة العفوي. تتضمن هذه الطرق: نموذج التذكر المُلقَّن ونموذج الصورة التحضيرية ونموذج إكمال جزء الكلمة.  لقد زاد الاهتمام علماء النفس الاجتماعي مؤخرًا بالأبحاث حول تطبيقات استنتاج السمة العفوي. أظهرت الدراسات التي أجريت أنه على الرغم من الفروقات الظرفية بين التفاعل على وسائل التواصل الاجتماعي والتفاعل الجسدي بقيت استنتاجات السمة العفوية غالبة. تبين أيضًا أن الأفراد الذين تربّوا في ثقافات مناصرة للجماعية يكوّنون استنتاجاتٍ مختلفة عن تلك التي يكونها الأفراد الذين تربّوا في ثقافات مناصرة للفردية رغم مشاهدتهم لنفس السلوك.
لاستنتاج السمة العفوي تطبيقات عديدة وشائعة. مع تكوين الخلاصات غير الجوهرية بناءً على تصرف وحيد، يصيغ الفرد إدراكًا غير دقيق حول الشخص المراقَب. قد يؤثر ذلك بدوره على التفاعلات مع هذا الشخص وطريقة التعامل معه. يعتبر استنتاج السمة العفوي مفهومًا أساسيًا في علم النفس الاجتماعي لأنه يكوّن أساس النماذج بالنسبة للظواهر النفسية الأخرى مثل خطأ عامل العزو (والذي يدعى أيضًا بانحياز التوافق) والثبات على الاعتقاد.

## نظرة عامة
تشير استنتاج السمة العفوي للظواهر التي يُراقَب فيها سلوك من قبل فرد فيستنبطون استنتاجاتٍ حول سماتٍ غير معلومة بالنسبة لهم من خلال تلك المراقبة لوحدها. على سبيل المثال، الفرد الذي يقول عند مشاهدته لشخص غريب يقرأ كتابًا في الحافلة بأنه ذكي أو مثقف، أو الفرد الذي يستنتج أن شخصًا ما غير مهذب فقط لأنه لم يترك الباب مفتوحًا للأشخاص الذين خلفه.
خاصية استنتاج السمة العفوي أن الاستنتاج الذي يجرى التوصل له حول فرد ما لا يكون مرتبطًا بصورة دقيقة بالسلوك الذي شوهد يقوم به، وهو ليس مؤشر عن شخصية الفرد وظروفه وسلوكه الطبيعي. ربما يكون الغريب الذي شوهد يقرأ في الحافلة توجب عليه القراءة لغاية تعليمية، وربما الشخص الذي لم يترك الباب مفتوحًا خلفه قد كان في عجلة من أمره. من المنطقي استخلاص أن مشاهدة شخص يقوم بسلوك وحيد لا يعبر بالضرورة عن طبعه بصورة عامة. على كل حال، استنتاج السمة العفوي هي آلية معاكسة لهذا المنطق.
خاصية أخرى لاستنتاج السمة العفوي أنه يحدث بصورة غير مقصودة ودون وجود أي نية أو تعليمات معطاة تنص على فعل ذلك. يعتبر أيضًا بأنه انعكاسي، وعبارة عن استنباط يقوم به الشخص كردة فعل لدى مشاهدته لسلوك ما، لكنه ليس تلقائيًا. رغم أنه قد تبيّن أن استنتاج السمة العفوي يكون أقوى بكثير عندما يكون الاستنتاج متماشيًا مع قالب غالب. على سبيل المثال، سمة «معيل العائلة» أكثر قابلية لتعزى للذكور من الإناث لأن فكرة أن الرجال هم الأفراد المعيلون متأصلة في القوالب الجاهزة للجنسين.
استُكشف مفهوم استنتاج السمة العفوي بصورةٍ شائعة في علم النفس الاجتماعي لأن له تطبيقات واسعة على كيفية وسبب تفاعل الناس بالطريقة التي يتفاعلون بها والانطباعات التي تُكوَّن في وسط اجتماعي. استنتاج السمة العفوي هو منطقة مرتبطة بنظريات علم النفس الأخرى مثل نظرية العزو وخطأ عامل العزو والواقعية الساذجة. استنتاج السمة العفوي ليس مرادفًا لتحويل السمة العفوي والذي يشير إلى الظواهر التي يعزى فيها إلى فرد ما سمةٌ، يصفها هو بأنها موجودة في شخص آخر.

## تاريخ وأصل المفهوم
قدّم الفيلسوف والفيزيائي الألماني هيرمان فون هيلمهولتز مصطلح الاستنتاج غير الواعي للمرة الأولى في محاولة منه لتعريف الظواهر التي تحدث عندما يعالج البشر بصريًا صفات محددة متعلقة بالناس وبصورة خاصة بالأشياء. وجد هيلمهولتز أن الناس يستنبطون - دون علم منهم - بيانات من المعلومات المعالجة بصريًا. من خلال أبحاثه في مجال الأوهام البصرية، رأى هيلمهولتز أن هذه الآلية الانعكاسية هي الطريقة التي يكوّن الناس من خلالها انطباعات. اقترح أن هذا الاستنتاج عير الواعي هو سبب قابلية الأوهام البصرية لخداع الناس. المثال الذي يشيع استخدامه لتفسير الاستنتاج غير الواعي هو عندما يدرك شخص ما الغروب بصريًا، فإنه يستنتج أن الشمس تتحرك إلى الأسفل من خط الأفق، لكن في الحقيقة تبقى الشمس ثابتة في مكانها والأرض هي التي تتحرك. بعد ذلك، ربط هيلمهولتز -في أبحاثه- مفهومه للاستنتاج غير الواعي بعلم النفس. في المجلد الثالث من كتاب «أطروحة البصريات الوظيفية» يبحث هيلمهولتز في تأثير الإدراك البصري على نفسية الفرد.
رغم أن علماء النفس رفضوا أبحاث هيلمهولتز وافتراضاته بصورة مبدئية، وذلك بصورة رئيسية نظرًا للحقيقة المتمثلة بأن نظريته للاستنتاج غير الواعي تمثل خطأ جوهريًا في الاستدلال المنطقي. استكشف إدوين جي. بورينغ هذا الخطأ مشيرًا إلى أن فعل الاستنتاج هو عملية واعية وبالتالي لا يمكن اعتبارها غير واعية. كما جرى انتقاد أن دراسات وأبحاث هيلمهولتز المتعلقة بهذا الموضوع لم تؤثر بصورة مهمة على مجال علم النفس الاجتماعي.
على كل حال، أعيد إحياء الفكرة بعد ذلك على يد الأبحاث الحديثة. أعيد تشكيل النظرية التي تقترح أن الانطباعات البصرية تحرض منعكس استنتاج غريزي وصُقلت لتنطبق على علم النفس الاجتماعي والتفاعل البشري. ورغم أن تبنيه ضمن اللغة الدارجة لعلم النفس كان تحت أسماء بديلة مثل الأحكام السهلة والتفكير غير المقصود، لكن الاسم الأكثر استخدامًا على نحو شامل هو استنتاج السمة العفوي. تصف هذه النسخة من مفهوم الاستنتاج غير الواعي لهيلمهولتز ميل البشر لنسب سمات أو صفات للأفراد بناءً على سلوكيات محددة شاهدوهم يقومون بها. يحدث هذا النسب بصورة عفوية وغالبًا ما يكون عبارة عن عملية لاواعية ولذلك يدعى باستنتاج السمة العفوي. نتيجة استنتاج السمة العفوي هو أن الشخص يكوّن -دون علم منه- إدراكًا لفرد ما في عقله بناء على الاستنتاجات التي يجرى التوصل إليها من خلال مراقبة السلوك. يساهم هذا الإدراك في تشكيل الانطباع الكلي التي سيتكون لدى الفرد تجاه هذا الشخص، وبالتالي يساهم في سلوك الشخص تجاه الفرد.

## أمثلة

### أمثلة هيلمهولتز
كان مثال هيلمهولتز الأول حول كيفية إدراك غروب الشمس. فعندما يشاهد شخص ما غروب الشمس فإنه يقرّ بأن الشمس هي التي تتحرك حتى تختفي أسفل الأفق. يحدث هذا الاستنتاج رغم حقيقة أن هذا الشخص يفهم ويعلم تمامًا أن الشمس عبارة عن جسم ثابت وأن الأرض هي المتحركة. يظهر هذا المثال أن للآلية العقلية التي أتت بهذا الاستنباط تأثير ضخم على الانطباعات والإدراكات الأفراد حتى أنها تتغلب على الحقائق المعروفة.
المثال الثاني الذي يستخدمه هيلمهولتز ليعبّر عن نظريته المتعقلة بالاستنتاج غير الواعي يتعلق بالأداء المسرحي. فعندما يجسّد ممثل ما شخصية محددة على خشبة المسرح بإقناع - ويكون قادرًا على تقديم أداء واقعي مقنع- يكون قادرًا على التأثير على مشاعر الجمهور مثيرًا الضحك والحزن والغضب...إلخ. قد يحدث هذا رغم حقيقة أن كل أفراد الجمهور يعلمون مسبقًا حقيقة أن الشخصية الموجود على خشبة المسرح ما هي إلا عبارة عن ممثل، وأن كل ما يجرى تجسيده ليس حقيقي. يفترض هيلمهولتز أن ذلك يحدث بسبب الاستنتاج غير الواعي، فانطباع الجمهور عن الممثل يسمح لهم بأن يكونوا متأثرين عاطفيًا.

## القياس
طور الباحثون طرائق عديدة واستخدموها في استقصاء معدل انتشار وتأثير استنتاج السمة العفوي في سياق تجريبي. تعطي هذه النماذج تركيبًا يمكن أن يُختبر استنتاج السمة العفوي من خلاله. تتضمن النماذج الأكثر استخدامًا في الأبحاث مهمة التذكر المُلقّن ومهمة الصورة التحضيرية ومهمة إكمال جزء الكلمة.
بالنسبة لمهمة التذكر المُلقّن، يُقدَّم للشخص أوصاف مكتوبة لتصرفات مختلفة مثل «وقعت بريتاني عندما كانت تنزل من الهضبة». بعد ذلك، يعطي القائم بالتجربة المشارك تلميحًا ويستخدمه كمُعزِز، ويطلب من الشخص تذكر السلوكيات التي قرأها سابقًا. تمثل التلميحات المتغير المستقل في التجربة لأن القائم بالتجربة سيغيرها كي يراقب حدوث أي تغير بالاستجابة. وُجِد أن الكلمات المميزة التي وصفت الاستنتاج المستنبَط من السلوك المقروء مثل «خرقاء» قد قدمت تلقينًا أفضل للذاكرة من الكلمات الفعلية التي ظهرت في الوصف نفسه. يشير هذا إلى أنه لم يجرى التوصل لاستنتاجات فقط بل كوّن الشخص روابط إدراكية قوية بين السلوك والسمة.
بالنسبة لمهمة الصورة التحضيرية، قُدِّم للأفراد صورة أو فيديو، ثم كان عليهم أن يحددوا كلمة مميزة مخبئَة مبدئيًا خلف صورة سوداء، وبعد ذلك تُعرض بالتدريج لمدة 5 ثوان من خلال إزالة قطع الصورة السوداء بشكل عشوائي. ما يجري قياسه هو السرعة التي يكون فيها الأفراد قادرين على تحديد الكلمة. عندما تكون الكلمة التي يجرى تحديدها مماثلة للاستنتاج الذي جرى التوصل له من الصورة أو الفيديو المعروض سابقًا، تزيد سرعة التحديد مقارنة مع الحالات التي تكون فيها الكلمة المميزة التي يجرى تحديدها غير مرتبطة باستنتاج محتمل. يظهر هذا أنه نظرًا للاستنتاجات الضمنية التي جرى التوصل إليها عند رؤية المنبه، يتكوّن تلقينٍ إدراكي يشجع على حدوث التحديد بصورة أسرع.
بالنسبة لمهمة إكمال جزء الكلمة، هناك مجموعتين من الأفراد يُطلَب منهم إكمال كلمة ينقصها أحرف. الفرق بين المجموعتين هو أنه - قبل إعطاء الكلمة المطلوب إكمالها – قُدِّمت لإحدى المجموعتين أوصاف لسلوكيات مختلفة، بينما لم يُقدَّم للمجموعة الأخرى أي شيء. تعتمد هذه الطريقة على فكرة أن وصف السلوك يوّلد سمة استنتاج ستقدم بدورها المساعدة في إكمال الكلمة المُقطّعَة. على سبيل المثال، الشخص الذي يعطي الوصف التالي «وقعت بريتاني عندما كانت تنزل من الهضبة» سيكون قادرًا على إنتاج كلمة «خرقاء» من «خ-ق-ء» أسرع من شخص لم يعطى الوصف سابقًا. تظهر النتائج هذا التأثير وبذلك فهي تقترح أن المفهوم كان قد تكوّن ضمنيًا لدى الشخص عندما قُدِّم له وصف السلوك.